# Serdült Orsolya
Serdült Orsolya (Budapest, 1987. december 10. –) magyar szépségkirálynő.

## Élete
Jelenleg a Testnevelési Egyetem rekreáció szakán tanul, később szeretne gyerekekkel és sporttal foglalkozni.
Orsi 2008-ban indult A Királynő címért, de nem jutott be a legszebb 5 lány közé. 2009-ben ő lett Miss World Hungary, és 2009 decemberében Magyarországot képviselte a Miss World 2009 versenyen Dél-Afrikában, ahol a házi versenyeken sikerült elhoznia egy bronzérmet sport kategóriában.